# Immanuel Knayer
Immanuel Knayer (* 19. April 1896 in Schöneberg/Enz; † 7. November 1962 in Stuttgart) war ein deutscher Maler, Radierer und Holzschneider, der zur verschollenen Generation gerechnet wird. Bedingt durch ein 1941 verhängtes Malverbot wandte er sich zudem der Heraldik sowie der Werbe- und Gebrauchsgrafik zu.

## Leben
Immanuel Knayer wurde als Sohn des Lehrers Immanuel Knayer und der Maria Knayer im württembergischen Schöneberg geboren und besuchte zunächst ab 1902 die dortige Schule. Später folgte ein Aufenthalt bei Verwandten in Ratingen, wo er das Gymnasium besuchte. Zuletzt besuchte Knayer das Internat in Korntal.
Angesteckt von der Kriegsbegeisterung im August 1914 verließ Knayer die Schule und meldete sich als Kriegsfreiwilliger. Den Ersten Weltkrieg erlebte er an der Westfront. 1918 kehrte der damals 22-jährige Knayer als Kriegsversehrter in die Heimat zurück. Durch eine schwere Verwundung blieb er zeitlebens geschwächt und körperlich beeinträchtigt.
Gegen den Willen seiner Eltern schlug Knayer eine künstlerische Laufbahn ein. Er wurde 1919 in die Stuttgarter Kunstgewerbeschule aufgenommen, die er 1921 verließ, um sich der Bevormundung seiner Eltern durch einen Aufenthalt bei Verwandten in Düsseldorf zu entziehen. In Düsseldorf fasste Knayer den endgültigen Entschluss, Maler zu werden.
Nach seiner Rückkehr nach Stuttgart studierte Knayer ab 1922 an der Staatlichen Akademie der Bildenden Künste und besuchte dort neben den obligatorischen Grundklassen die Zeichenklasse von Arnold Waldschmidt, die technische Malklasse von Christian Landenberger und ab 1926 die Holzschnittklasse von Gottfried Graf. Zudem wurde er 1926 von Robert Breyer als Meisterschüler in dessen Komponierklasse aufgenommen. Zwischen 1924 und 1927 hielt sich Knayer mehrfach zu Studienaufenthalten in Düsseldorf aus.
Zusammen mit Rudolf Müller belegte er 1928 ein Meisterschüleratelier in den Unteren Anlagen in Stuttgart, später wurde bis 1931 ein gemeinsames Atelier am Kernerplatz bezogen. Knayer verdiente fortan seinen Lebensunterhalt als freischaffender Künstler und musste hierzu in den Arbeitstechniken und Themenfelder den Wünschen seiner Kundschaft anpassen.
1931 trat Immanuel Knayer der Stuttgarter Neuen Sezession bei und gehörte ihr bis zur zwangsweisen Auflösung 1933 an.
Immanuel Knayer war mit dem Tübinger Maler Georg Alfred Stockburger befreundet. 1933 heiratete er Rudolf Müllers Schwester Helene.
In den Jahren von 1929 bis 1933 stand Knayer durch mehrere Ausstellungsbeteiligungen im Blickfeld der Stuttgarter Kunstszene.
Nach der sogenannten Machtergreifung verschwand sein Name aus den Ausstellungsverzeichnissen, jedoch blieb Knayer weiterhin als Kunstmaler tätig. Zwischen 1935 und 1945 war Knayer jedwede Ausstellungsmöglichkeit in Stuttgart verwehrt. 1941 reichte er sein 1935 entstandenes Ölgemälde Güterbahnhof im Schnee bei der Großen Deutschen Kunstausstellung im Haus der Deutschen Kunst in München ein. Die Jury wies sein Werk allerdings als „unrealistisch“ und in der malerischen und koloristischen Behandlung als „entartet“ zurück. Die Folgen waren für Knayer schwerwiegend. Die Reichskulturkammer in Berlin leitete Maßnahmen gegen den Stuttgarter Maler ein, in deren Folge Knayer mit einem Malverbot belegt wurde. Obwohl die Stuttgarter Dienststelle mündlich mäßigend einwirkte, war Knayer durch das Verbot verunsichert. Zukünftig malte er nur noch im Verborgenen und versteckte anschließend seine Werke.
Aus existenziellen Gründen begann Knayer, sich überwiegend im Gebiet der Heraldik zu betätigen. Er aquarellierte Stammbäume und Städtewappen und konnte so seinen Lebensunterhalt verdienen. Bereits in den 1930er Jahren war der Künstler gezwungen, seine Einkommenssituation durch Aufträge aus der Gebrauchsgrafik zu verbessern. So entstanden Plakate, Werbegrafiken und Buchdeckel, vereinzelt gestaltete er auch Exlibris, Signets und Buchillustrationen.
Kurz vor Kriegsende wurde sein Atelier am Kernerplatz 1945 zerstört. Nach 1945 versuchte Knayer, sich wieder als Künstler zu betätigen. Sein gesundheitlicher Zustand, Spätfolgen aus dem Ersten Weltkrieg, hemmten seine künstlerische Tätigkeit, so dass er ab 1954 fast nur noch als Heraldiker tätig wurde. Sein letztes Gemälde, das 1954 gemalte Ölgemälde Karrenschieber, wurde 1955 auf den Kunstwochen auf dem Killesberg, einer der ersten großen Kunstausstellungen in Württemberg nach dem Krieg, ausgestellt.
Immanuel Knayer starb, von der Kunstszene weitgehend vergessen, 1962 in Stuttgart.

## Werk
Immanuel Knayer wird als exemplarisches Beispiel eines Künstlers angesehen, der kurz vor 1900 geboren wurde und dessen freie Entfaltungsmöglichkeiten auf die Zeit der sogenannten Goldenen Zwanziger begrenzt ist. Durch die Einschränkungen und Gängelungen seines künstlerischen Schaffens in der Zeit des Nationalsozialismus wird er der verschollenen Generation zugerechnet.
Sein expressionistisches Werk ist geprägt von seiner Fronterfahrung im Ersten Weltkrieg und verarbeitet die Erinnerungen an Schützengräben, dem Schrecken, Elend und Tod. Bedeutend für Knayer wurde auch die Ausbildung durch Graf, von dem er lernte, klassizistische Stilmittel in eine neue Beziehung zur sichtbaren Realität zu schaffen. Knayer sammelte zudem durch Grafs kubistischer Bildkomposition und Farbgebung sowie dessen expressionistischer Bildauffassung bedeutende Erfahrungen, wandte sich aber ab 1925 der neuen Sachlichkeit zu.
Zahlreiche der für ihn typischen Motive „Industrielandschaft“ und „Arbeiterwelt“ entstanden 1925/26 bei seinem Studienaufenthalt in Düsseldorf, wobei er sich vom abstrakt-kubistischen verabschiedete und auf direkte Milieubeschreibungen mit expressiven Gestaltungsmitteln setzte. Seine Arbeiten jener Zeit werden mit dem Werk Gustav Wunderwalds verglichen.
Ab 1926 setzte eine verstärkte Besinnung auf impressionistische Gestaltungsmittel an, beeinflusst durch den Unterricht bei Robert Breyer. Dennoch bleiben Knayers expressionistische Absichten erkennbar.
Im Holzschnitt setzte Kneyer beim gegenständlichen expressiven Realismus an.
Neben der Industrie- und Arbeiterwelt prägen Motive des Ersten Weltkriegs sein Schaffen. Sein um 1930 entstandenes Gemälde Im Schützengraben sowie seine Bleistift- und Kohlezeichnung Granate (1930) zählen zu den bedeutenden Werken. Zudem übte die Gegend um den Stuttgarter Hauptbahnhof eine Faszination auf Knayer aus. Wiederholt fanden Eisenbahnmotive Eingang in sein Schaffen.
Seine letzten Werke waren der Holzschnitt Resignation (1952) und das Ölgemälde Karrenschieber (1954). Das Motivthema Arbeiter, mit dem er sein künstlerisches Schaffen begann, bildete gleichzeitig seinen Abschluss.

## Ausstellungen
- 1927: Teilnahme an den Ausstellungen der Klasse von Gottfried Graf
- 1929: Teilnahme an der 6. Ausstellung der Stuttgarter Sezession
- 1931: Teilnahme an der 2. Ausstellung der Stuttgarter Neuen Sezession
- 1932: Teilnahme an der 3. Ausstellung der Stuttgarter Neuen Sezession
- 1932: Teilnahme an der 3. Ausstellung der Stuttgarter Juryfreien
- 1933: Teilnahme an der Württembergischen Kunstschau in Stuttgart
- 1935: Ausstellung im Stuttgarter Kunsthaus Fischinger[1]
- 1955: Teilnahme an den Kunstwochen auf dem Stuttgarter Killesberg
- 1987: Ausstellung „Immanuel Knayer“ in der Städtischen „galerie contact“ in Böblingen vom 25. März bis 2. Mai 1987
- 2012: „Mannsbilder – Die Darstellung des Mannes in der Klassischen Moderne“ im Haus Opherdicke in Holzwickede vom 2. September bis 25. November 2012; mit Bilder Knayers aus der Sammlung Brabant[2]

## Heraldik
In der Heraldik bekannt wurde Knayer vorwiegend über seine Arbeiten im Rahmen des kommunalen Wappenwesen nach 1945. Mehrere Wappenentwürfe in Baden-Württemberg wurden von ihm neu gestaltet, wie z. B. das Wappen der Stadt Fellbach, für das er vier Entwürfe für die Große Kreisstadt erstellte, oder die Wappen der damaligen Gemeinden Herlikofen oder Oberkirchberg. Teilweise passte er auch das Design bestehender Wappen an, wie er es z. B. beim Wappen der Stadt Schwäbisch Gmünd vornahm.
Aus dem Wappen Baden-Württembergs gestaltete Knayer einen humoristischen Wappenvorschlag. Schildhalter waren ein Osterhase und ein „Ostergreif“, statt Löwen bildeten drei schwarze Hasen das Wappenbild, während die Wappensignets der historischen Länder in Eierform dargestellt wurden.
In den von der Landesarchivdirektion ab den 1950er Jahren herausgegebenen Wappenbücher der Landkreise Baden-Württembergs arbeitete Knayer als Grafiker mit und zeigte sich für zahlreiche Wappenabbildungen verantwortlich.

### Beispiele Knayers Kommunalheraldik

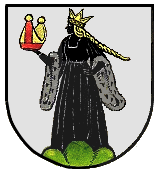
Oberkirchberg (1954)
Fellbach (1956)
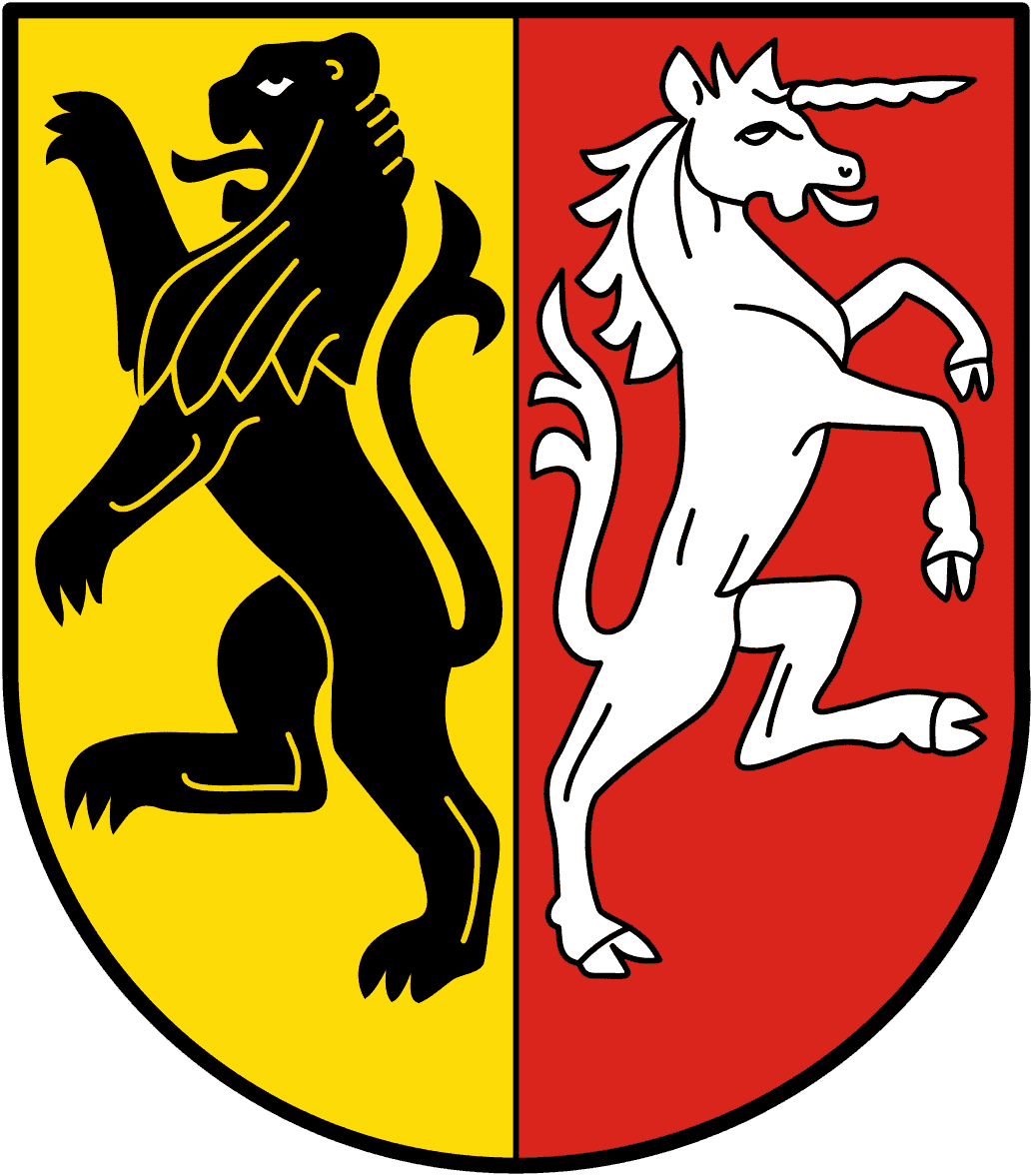
Herlikofen (1957)